# 東海市立加木屋南小学校
東海市立加木屋南小学校（とうかいしりつかぎやみなみしょうがっこう）は、愛知県東海市加木屋町にある公立小学校。

## 概要
- 東海市南西部の小学校であり、校区は加木屋町1丁目（一部）、加木屋町2丁目、加木屋町（泡池、石塚 、大清水、大堀（一部）、北鹿持、小清水（一部） 、小家ノ脇、高見、陀々法師、冬至池、中平地、東島田（一部）、東大堀（一部）、丸根、南鹿持、論田）である。公立中学校の進学先は東海市立加木屋中学校である[1]。また、大府市桜木町の一部を委託されている[2]。

## 沿革
- 1969年（昭和44年）4月1日 - 東海市立加木屋小学校南分校が分立し、東海市立加木屋南小学校として開校。
- 1971年（昭和46年） - 体育館が完成する。
- 1973年（昭和48年） - 校舎（現・南館）が完成する。
- 1975年（昭和50年）9月 - 分校を設置する。
- 1976年（昭和51年）4月 - 分校が東海市立三ツ池小学校として分立する。
- 2010年（平成22年） - 新体育館が完成する。

## 交通アクセス
- 名鉄河和線南加木屋駅下車、徒歩約25分。
- 名鉄河和線八幡新田駅下車、徒歩約20分。
- らんらんバス南ルート「加木屋南小学校前」バス停より徒歩約2分。

## 周辺施設
- 愛知県立東海南高等学校
- 東海市立加木屋中学校
- 東海市立三ツ池小学校
- 東浦町立卯ノ里小学校
- 知多市立新田小学校
- 東海市立加木屋南保育園
- 東海市立大堀保育園
- 名鉄河和線南加木屋駅